# الإيداع المركزي للأوراق المالية
الإيداع المركزي للأوراق المالية هو نظام لإحلال التعامل على الاوراق المالية المادية من خلال قيود دفترية محل التعامل عليها من خلال صكوك ورقية حيث يخصص النظام حسابا لكل مستثمر يسجل به ما يملكه من أسهم وسندات ويمكن للمستثمر التعرف على رصيد ما يملكه من اوراق مالية من خلال كشف الحساب الذي يتلقاه المودع بارصدة حساباته لدى البنك.
ويتم التسجيل ملكية الأوراق المالية التي صدرت عنه صكوك بنظام الإيداع المركزي عن طريق إيداع تلك الصكوك لدى شركة المقاصة المسئولة عن إدارة هذا النظام. اما بالنسبة للأوراق المالية التي لم يصدر عنها صكوك فانه يتم تسجيل ملكيتها بنظام الإيداع المركزي بناء على صك مرفق به بيان من الجهة المصدرة بمالكي تلك الأوراق.
وفي ظل نظام الإيداع المركزي يمكن للشركات التي ترغب في إصدار أوراق مالية جديدة أن تصدر تلك الأوراق دون الحاجة لطبع صكوك. حيث يتم تسجيل ما يتم تخصيصه لكل مستثمر من هذه الأوراق لدى الإيداع المركزي.
وعندما يقوم المستثمر ببيع بعض الاوراقه المالية فانه يتم تحويل رصيد الاوراق المالية من حساب المستثمر البائع الي حساب المستثمر المشتري وذلك دون الحاجة لتسليم وتسلم صكوك الاوراق المالية المباعة، وبالتالي تجنب مخاطر فقدها أو سرقتها أو تلفها أثناء عمليات التسليم أو التسلم.
ويتم التعامل مع نظام الإيداع المركزي من خلال فتح حساب أوراق مالية لدى إحدى الجهات المرخص لها بمزاولة النشاط والتي تعرف بامناء الحفظ.

## انظرأيضا
- مصر للمقاصة والقيد والإيداع المركزي
- البورصة المصرية
- سوق الأوراق المالية

## وصلات خارجية
- شركة مصر للمقاصة والقيد والإيداع المركزي
- الهيئة العامة للرقابة المالية